# Margny-aux-Cerises
Margny-aux-Cerises är en kommun i departementet Oise i regionen Hauts-de-France i norra Frankrike. Kommunen ligger i kantonen Lassigny som tillhör arrondissementet Compiègne. År 2022 hade Margny-aux-Cerises 254 invånare.

## Befolkningsutveckling
Antalet invånare i kommunen Margny-aux-Cerises
| Referens: INSEE |